# شهرستان خایبولینسکی
شهرستان خایبولینسکی (به لاتین: Khaybullinsky District) یک شهرستان در روسیه است که در باشقیرستان واقع شده‌است.